# Euporia (satélite)
Euporia, também conhecido como Júpiter XXXIV, é um satélite natural de Júpiter. Foi descoberto por uma equipe de astrônomos da Universidade do Havaí liderada por Scott S. Sheppard em 2001, e recebeu a designação provisória S/2001 J 10.
Euporia tem cerca de 2 km de diâmetro, e orbita Júpiter a uma distância média de 19,339 milhões de km em 550,69 dias, com uma inclinação de 145,499°, em uma direção retrógrada e com uma excentricidade de 0,1440.
Foi nomeado em agosto de 2003 em homenagem a Eupória, a deusa grega da abundância e uma das Horas na mitologia grega.
É o membro mais interno do grupo Ananke, satélites retrógrados irregulares que orbitam Júpiter entre 19,3 e 22,7 milhões de km, em inclinações de aproximadamente 150°.